# Alexander Spies

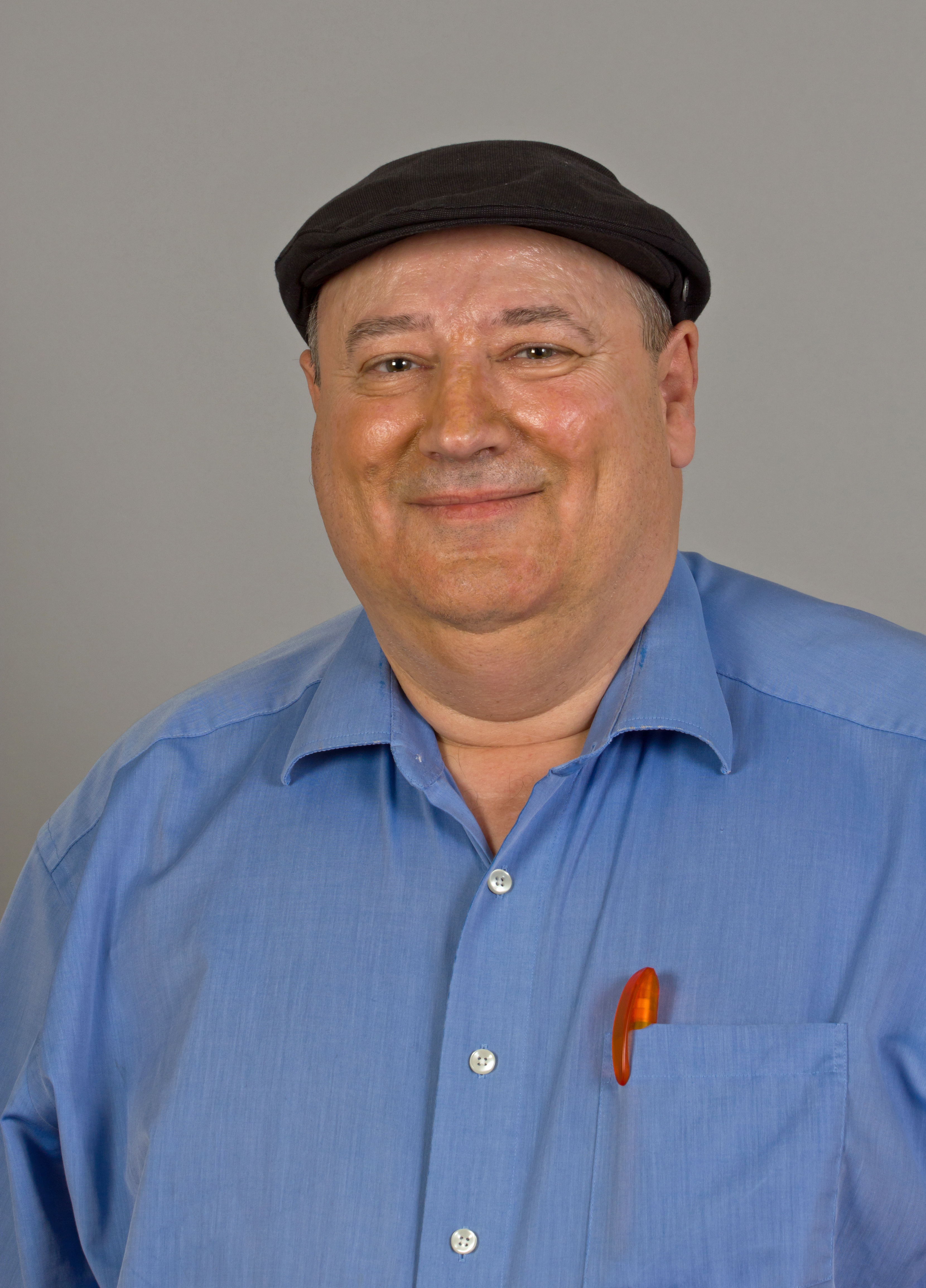
Alexander Spies (2013)

Alexander Spies (* 17. Oktober 1955 in Frankfurt am Main) ist ein deutscher Politiker der Piratenpartei.

## Beruf und Politik
Spies ist von Beruf Softwareentwickler. Er trat 2009 der Piratenpartei bei. Am 18. September 2011 wurde er bei der Wahl zum Abgeordnetenhaus von Berlin 2011 auf Platz 12 der Landesliste der Piratenpartei Berlin in das Abgeordnetenhaus von Berlin gewählt. Zudem war er Direktkandidat der Piraten im Wahlkreis Tempelhof-Schöneberg 1. In der Piratenfraktion war er Sprecher für Soziales, Arbeit und berufliche Bildung, Behindertenpolitik sowie Europa- und Bundesangelegenheiten. Am 11. Juni 2013 wurde Spies zusammen mit Oliver Helm zum Fraktionsvorsitzenden gewählt. Im Oktober 2016 schied er aus dem Abgeordnetenhaus aus.
Bei der Europawahl 2019 war er Kandidat der Piratenpartei Deutschland auf Listenplatz 6.